# Доживотни председник
Доживотни председник или председник без ограничења трајања мандата је шеф државе који влада до смрти.
Један од најпознатијих инцидената републичких лидера за продужење свог мандата на неодређено време било је оно римског диктатора Гаја Јулија Цезара, који се сам прогласио за доживотног диктатора године 45. п. н. е. Овај потез су поновили многи државници, међу којима и француски генерал Наполеон Бонапарта, који је узео сличну титулу 1802. године. Од тада, многи диктатори су добили сличне титуле, било на сопствену власт или им је законодавство то омогућавало, a најчешће је то диктатор обасјан ауторитетом и култом личности.
Већина лидера који су прогласили себе доживотним председником, нису у ствари владала читав живот, јер је већина њих свргнута пре њихове смрти. Међутим, неки као што су Рафаел Карера, Франсоа Дивалије, Ким Ил Сунг, Ким Џонг Ил, Сапармурат Нијазов, Хосе Родригес Гаспар де Франсија и Јосип Броз Тито су успели да владају све до природне смрти. Додуше, било је и неуспешних покушаја самопрокламовања за доживотног председника, међу којима је најпознатији онај Мобуту Сесе Секоа, председника Заира.

## Истакнути доживотни председници
- Франсоа Доминик Тусен-Лувертир у Сен Домингеу (1801—1802)
- Александар Петион у Хаитију (1808—1818)
- Хосе де Франсија у Парагвају (1816—1840)
- Рафаел Карера у Гватемали (1854—1865)
- Јуан Шикај у Кини (1915—1916)
- Јосип Броз Тито у Југославији (1974—1980)
- Сукарно у Индонезији (1963—1965)
- Кваме Нкрума у Гани (1964—1971)
- Франсоа Дивалије у Хаитију (1971—1986)
- Хејстингс Банда у Малавију (1971—1994)
- Жан-Клод Дивалије у Хаитију (1971—1986)
- Жан-Бедел Бокаса у Централноафричкој Републици (1976—1979)
- Франциско Масијас Нгуема у Екваторијалној Гвинеји (1972—1979)
- Хабиб Бургиба у Тунису (1975—1987)
- Иди Амин у Уганди (1976—1979)
- Сапармурат Нијазов у Туркменистану (1999—2006)